# Etiopía en los Juegos Olímpicos de París 2024
Etiopía estuvo representada en los Juegos Olímpicos de París 2024 por un total de 34 deportistas que compitieron en 2 deportes. Responsable del equipo olímpico es el Comité Olímpico Etíope, así como las federaciones deportivas nacionales de cada deporte con participación.
Los portadores de la bandera en la ceremonia de apertura fueron el atleta Misgana Wakuma y la nadadora Lina Selo.

## Medallistas
El equipo olímpico de Etiopía obtuvo las siguientes medallas:
| Nombre         | Deporte   | Competición |
| -------------- | --------- | ----------- |
| Oro            |           |             |
| Tamirat Tola   | Atletismo | Maratón M   |
| Plata          |           |             |
| Berihu Aregawi | Atletismo | 10 000 m M  |
| Tsige Duguma   | Atletismo | 800 m F     |
| Tigst Assefa   | Atletismo | Maratón F   |
| Bronce         |           |             |
| —              |           |             |